# Rybaczij (obwód królewiecki)
Rybaczij (ros Рыба́чий, niem. Rossitten, pol. Rosity, lit. Rasytė) – osiedle typu wiejskiego w północnej części obwodu królewieckiego, położone na Mierzei Kurońskiej, w najszerszym jej miejscu (3800 m).
Populacja osiedla wynosi 960 mieszkańców (dane te pochodzą ze spisu powszechnego z 2002). W 2006 osiedle utraciło prawo osiedla typu miejskiego na rzecz osiedla typu wiejskiego.
W XIII w. powstał tu zamek krzyżacki Rositten, który przetrwał pięć wieków.
Stacja ornitologiczna Fringilla, założona w 1910 przez prof. Johannesa Thienemanna, w 1956 reaktywowana przez prof. Biełopolskiego.
Wydmowe wzniesienie Góra Müllera, z wieżą widokową i kamieniem pamiątkowym.

## Zabytki
- Kościół – najstarszy budynek osiedla, zbudowany w 1873 w stylu neogotyckim. Po II wojnie światowej służył jako magazyn. W 1992 oddany w użytkowanie lokalnej wspólnoty prawosławnej jako cerkiew św. Sergiusza z Radoneża.
- Stary cmentarz – położony około 500 metrów od osiedla, silnie zniszczony podczas wojny, obecnie odrestaurowany.